# Acústica del piano
La acústica del piano son las propiedades físicas del instrumento que afectan a su sonido.

## Grosor y longitud de las cuerdas

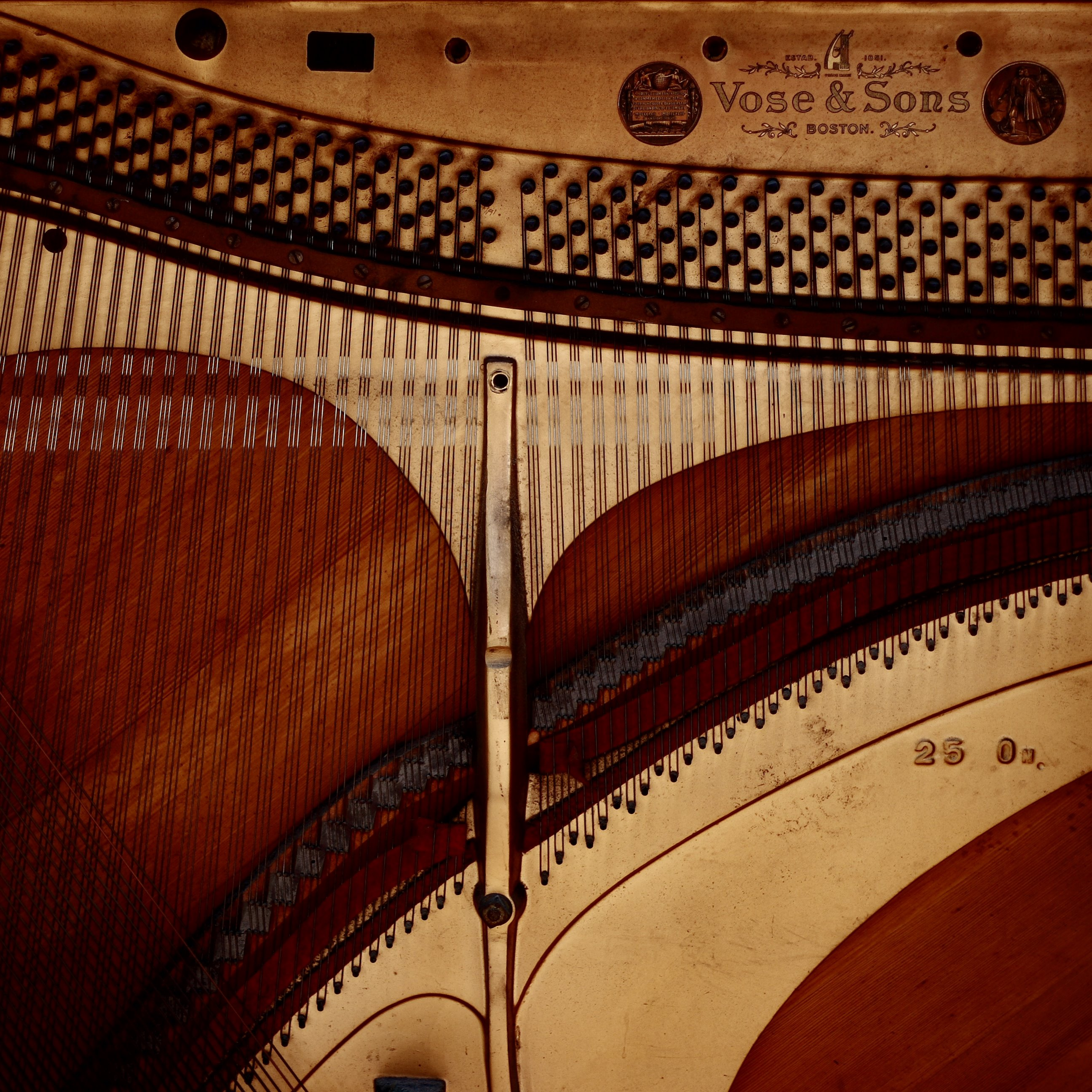
Las cuerdas de un piano varían en longitud y grosor, tanto que se pueden producir varias octavas en la caja de resonancia del instrumento.

Las cuerdas de un piano pueden variar de longitud y grosor, siendo más largas y gruesas para las notas graves que para las agudas. Como medida estándar las cuerdas de las notas agudas más altas suelen tener 1/30 pulgadas de grosor y 1/3 de pulgada para las cuerdas de las notas más graves. De estas diferencias de grosor de la cuerda se puede deducir las propiedades acústicas bien entendidas de las mismas.
Al comparar dos cuerdas, igualmente tensadas y con el mismo grosor y una de ellas dos veces más larga que la otra, la cuerda más larga vibra con un tono una octava más baja que la cuerda más corta. Sin embargo, si se empleara este principio para diseñar un piano sería imposible incluir las cuerdas de las notas graves en cualquier marco de tamaño razonable. Además, con ese gigantesco piano hipotético, las cuerdas más graves deberían hacer tal recorrido vibrando que se golpearían unas a otras. En lugar de ello, los fabricantes de pianos se aprovechan del hecho de que una cuerda gruesa vibra más lentamente que una delgada de idéntica longitud y tensión, por lo tanto, las cuerdas más graves del piano son mucho más gruesas que las demás.

## Inarmonía y tamaño del piano

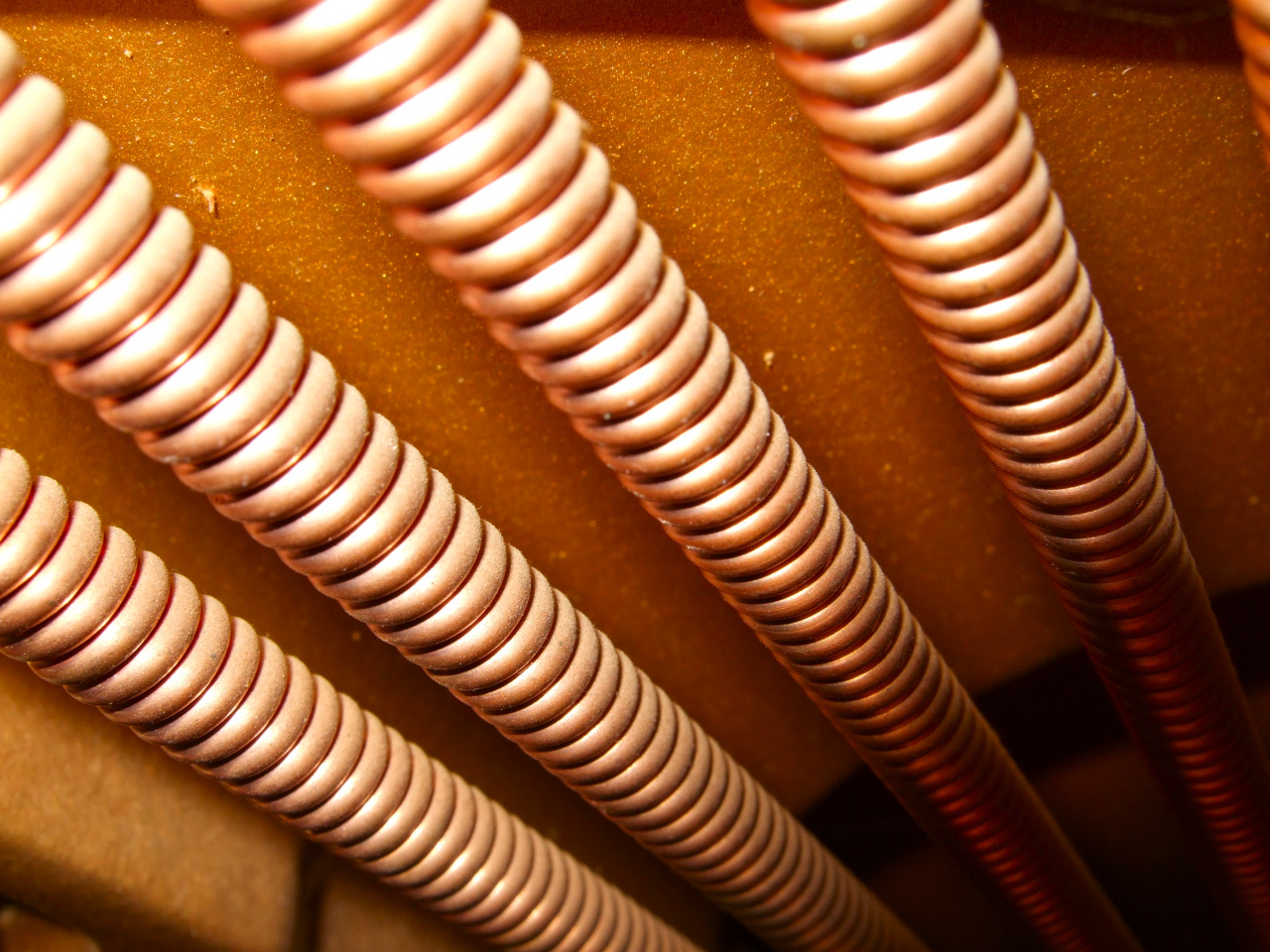
El entorchado de la cuerda permite una disminución eficaz en el grosor de la misma, con lo que se reduce la inarmonía.

Cualquier objeto que vibra lo hará en un número de frecuencias por encima de la fundamental, llamados sobretonos. Cuando los sobretonos son múltiplos de un número entero (por ejemplo x2 o x6) de la frecuencia fundamental (llamada armónico), entonces la oscilación es periódica, es decir, vibra exactamente del mismo modo muchas veces. Los seres humanos parecen disfrutar del sonido de oscilaciones periódicas. Por esta razón, muchos instrumentos musicales, incluyendo al piano, son diseñados para producir oscilaciones casi periódicas, es decir tener sobretonos tan cerca como sea posible de la armonía del tono fundamental.
En una cuerda ideal que vibra, cuando la longitud de onda sobre una cuerda extendida es mucho mayor que el grosor de la cuerda, la velocidad de la onda de la cuerda es constante y los sobretonos son los armónicos. Es por eso por lo que tantos instrumentos son construidos con cuerdas o delgadas columnas de aire. Sin embargo, para los sobretonos altos con longitudes de onda muy corta, la cuerda delgada se comporta más como una gruesa barra de metal. La resistencia mecánica de la cuerda a la flexión se convierte en una fuerza adicional. A menos que esta fuerza de flexión sea mucho menor que la tensión de la cuerda, provocará un aumento de la velocidad de la onda. Esto incrementa la frecuencia de los sobretonos por encima de los armónicos de la frecuencia fundamental, produciendo un desagradable efecto llamado inarmonía.
Algunas estrategias básicas para reducir la inarmonía son la disminución del grosor o el aumento de la longitud de onda de la cuerda, la elección de un material flexible con una fuerza de flexión baja y el aumento de la fuerza de tensión de modo que sea mucho mayor que la fuerza de flexión.
El entorchado de la cuerda permite una disminución eficaz en el grosor de la misma. En una cuerda entorchada, sólo el núcleo interno se opone a la flexión mientras que las cuerdas funcionan sólo para aumentar la densidad lineal de la cuerda. El grosor del núcleo interno está limitado por su fuerza y por su tensión; materiales más fuertes permiten núcleos más delgados para tensiones altas, con lo que se reduce la inarmonía. Por lo tanto, los diseñadores de pianos escogen el acero de alta calidad para sus cuerdas.
Un piano más grande permite cuerdas mayores con longitudes de onda más largas. Los diseñadores de pianos se esfuerzan para encajar cuerdas lo  más largas posibles dentro de la caja de resonancia del instrumento. Además, si todo lo demás es igual, un comprador experto de pianos tratará de obtener el instrumento más grande compatible con el presupuesto y el espacio.
La inarmonía afecta en gran parte a las notas más bajas y más altas del piano y es uno de los límites para el registro total de un piano. Las cuerdas más bajas, que tendrían que ser las más largas, están más limitadas por el tamaño del piano. Fuerzan al diseñador de un piano corto a usar cuerdas gruesas para aumentar la densidad de masa y, por tanto, provocan inarmonía.
Las cuerdas más altas tienen que estar sometidas a una mayor tensión, pero también deben ser delgadas para permitir una baja densidad de masa. La escasa resistencia del acero obliga al diseñador de pianos a usar cuerdas muy cortas con longitudes de onda cortas, dando lugar a la inarmonía.
La inarmonía natural de un piano es usada por el afinador para hacer ajustes leves en la afinación de un piano. El afinador extenderá las notas, retocando ligeramente las notas agudas y bajando las notas graves de modo que los sobretonos de las notas graves tengan la misma frecuencia que las notas agudas fundamentales.

## Curva de Railsback

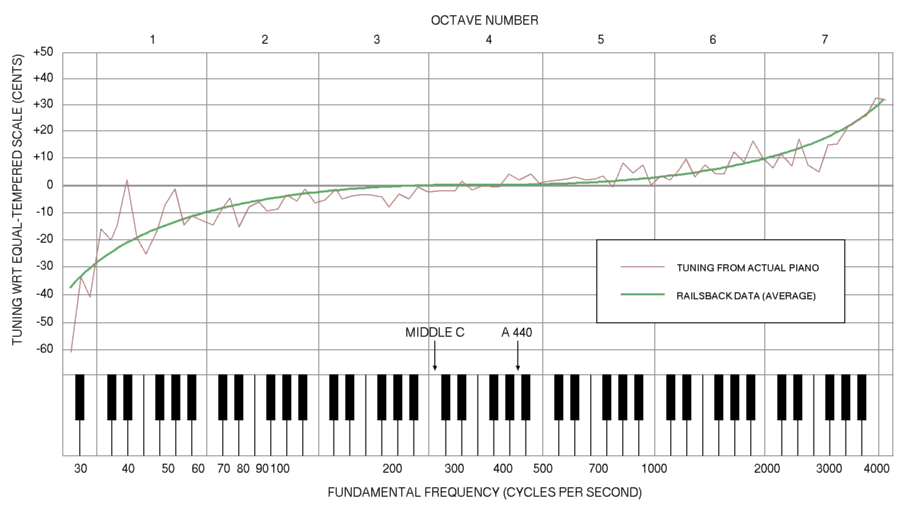
La curva de Railsback indica la desviación entre la afinación habitual de un piano y la escala de temperamento igual.

La curva de Railsback, medida por primera vez por O. L. Railsback, indica la desviación entre la afinación habitual de un piano y la escala de temperamento igual. Para cada nota producida en el piano, la desviación entre el tono de la nota y su tono de temperamento igual es expresada en cents (centésima parte de un semitono).
La curva de Railsback muestra las octavas normalmente extendidas en un piano bien afinado. Es decir las notas agudas están en la parte superior y las notas graves en la inferior, como están en una escala temperada igual. No todas las octavas están extendidas igualmente: las octavas medias apenas lo están en absoluto, mientras que las octavas de cada extremo del piano están extendidas considerablemente.
Railsback descubrió que los pianos eran normalmente afinados de forma errónea pero no por falta de precisión sino a causa de la inarmonía en las cuerdas. Idealmente, la serie de sobretonos de una nota se compone de frecuencias que son múltiplos enteros de la nota de la frecuencia fundamental. La inarmonía causa que los sucesivos sobretonos sean mayores de lo que deberían.
Para afinar una octava, un afinador de pianos debe reducir la velocidad de batimiento entre el primer sobretono de una nota grave y una nota más aguda hasta que desaparezca. Debido a la inarmonía, este primer sobretono será más agudo que un armónico de octava (que tiene la proporción de 2/1), por lo tanto agrava el sonido de las notas graves y agudiza el de las notas agudas, dependiendo de cómo esté siendo afinado. Para conseguir una afinación uniforme, el técnico comienza afinando una octava en el centro del piano y procede a ajustar hacia los extremos a partir de ahí. Las notas del registro superior no son comparadas con las notas del registro inferior a efectos de afinación.

### Forma de la curva
Debido a que la inarmonía de las cuerdas sólo hace que los armónicos sean más agudos, la curva de Railsback, que es una función integral de la inarmonía en una octava, es cada vez mayor monótonamente. Debido a que la inarmonía es menor en las octavas centrales del piano, la curva de Railsback tiene una menor pendiente en dicha zona.
La inarmonía en una cuerda es causada principalmente por su rigidez. Tanto una longitud disminuida como un elevado grosor contribuyen a que se genere inarmonía. Desde la mitad hasta el registro superior del piano, el grosor de las cuerdas permanece constante pero disminuye de longitud, contribuyendo a una inarmonía mayor en los tonos más agudos. Para el registro grave del instrumento, el grosor de la cuerda aumenta drásticamente, sobre todo en los pianos más cortos que no pueden compensar con cuerdas más largas, produciendo una inarmonía mayor también en este registro.
En el registro grave, un segundo factor favorece la inarmonía. Este factor es la resonancia causada por la impedancia acústica de la caja de resonancia del piano. Estas resonancias propician la regeneración positiva en el efecto inarmónico: si una cuerda vibra en una única frecuencia solamente por debajo de una resonancia, la impedancia hará que vibre aún más abajo y si vibra únicamente por encima de una resonancia, la impedancia hará que vibre más alto. La caja de resonancia tiene múltiples frecuencias de resonancia que son únicas en cualquier piano particular. Esto contribuye a una diferencia mayor en la curva de Railsback empíricamente mensurable en las octavas inferiores.

## Cuerdas múltiples

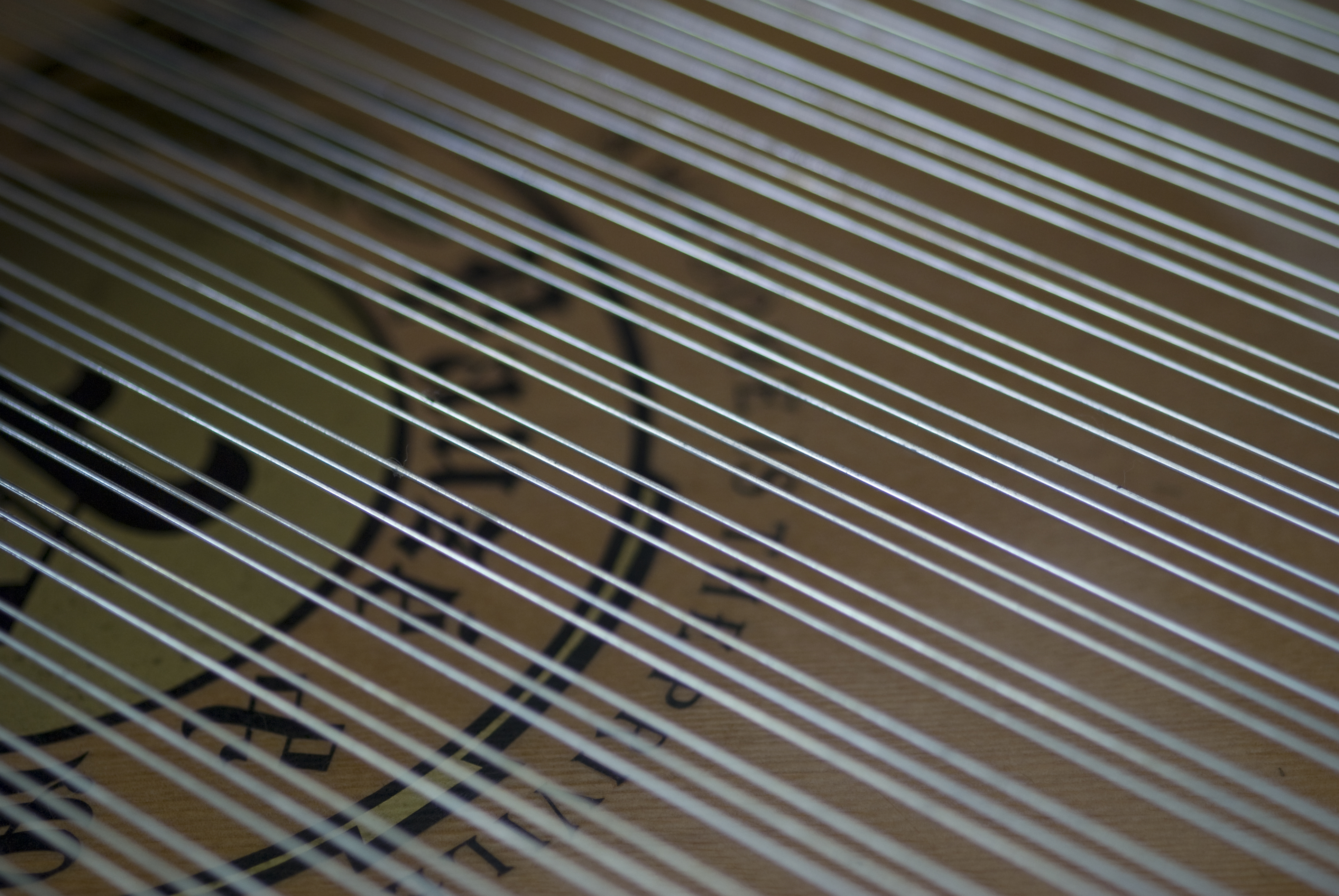
Las notas agudas de un piano tienen tres cuerdas afinadas a la misma frecuencia.

Todas las notas más agudas de un piano tienen múltiples cuerdas afinadas a la misma frecuencia, en concreto tres. Esto permite que el piano pueda tener un fuerte ataque con un decaimiento rápido pero con un largo sostenimiento en el sistema envolvente acústico.
Las tres cuerdas crean un oscilador acoplado con tres modos normales. Ya que las cuerdas son sólo débilmente acopladas, los modos normales tienen frecuencias imperceptiblemente diferentes. Pero ellas transfieren su energía vibratoria a la caja de resonancia en índices considerablemente diferentes.
El modo normal en el cual las tres cuerdas oscilan juntas es el más eficiente en la transferencia de la energía desde el que las tres cuerdas atraen en la misma dirección al mismo tiempo. Producen un sonido fuerte, pero decae rápidamente. Este modo normal es responsable del "ataque" del staccato rápido de la nota.
En otros dos modos normales las cuerdas no se atraen todas juntas. Por ejemplo, una tirará hacia arriba mientras que las otras dos lo harán hacia abajo. Hay transferencia lenta de energía a la caja de resonancia, generando un suave pero constante "sostenimiento".